# 天河 (淮河)
天河，位于安徽省中北部，是淮河中游右岸支流，古称西濠水，发源于凤阳县西南部刘府镇境内的双尖山、猴尖山，西北流入蚌埠市禹会区，水面变宽，河道呈湖状，称天河湖，天河过禹会区进入怀远县境，在涂山南麓经天河闸注入淮河。全长33公里，流域面积340平方公里。天河下游两岸地势低洼，汛期易受洪水侵害。天河不仅是蚌埠市在淮河污染严重期间应急供水水源地，也是两岸农田灌溉重要水源，流域内盛产麦、豆、稻和油菜、烟草、石榴等。